# Hypothymis puella
El monarca de Célebes (Hypothymis puella) es una especie de ave paseriforme de la familia Monarchidae endémica del centro de Indonesia. Anteriormente se consideraba una subespecie de Hypothymis azurea.

## Distribución y hábitat
Se encuentra únicamente en las islas del archipiélago de Célebes y las islas Sula, en Indonesia. Tiene dos subespecies, H. p. puella, que se encuentra en Célebes e islas adyacentes, y H. p. blasii que se encuentra en las islas Banggai.

## Comportamiento
El monarca de Célebes es una especie forestal. Tiene patas cortas por lo que se mantiene muy erguido cuando está posado en las ramas. Es insectívoro y suele cazar sus presas al vuelo. Construyen sus pequeños nidos en forma de cuenco en los árboles.